# Тільки робота і ніяких розваг робить Джека нудним хлопчиком
«Тільки робота і ніяких розваг робить Джека нудним хлопчиком» (англ. «All work and no play makes Jack a dull boy») — прислів'я, яке означає, що без вільного від роботи часу людині швидко набридає.

## Історія
Хоча дух прислів'я висловлювався і раніше, сучасний вислів вперше з'явився в «Прислів'ях» Джеймса Говелла (1659). Воно часто включалося до наступних збірок прислів'їв та приказок.
Деякі письменники додавали до прислів'я другу частину, як у романі ірландської письменниці Марії Еджворт «Гаррі та Люсі уклали угоду» (1825):

| Тільки робота і ніяких розваг робить Джека нудним хлопчиком, Тільки гра і ніяких ігор робить Джека просто іграшкою. |

## У популярній культурі
У фільмі Стенлі Кубрика «Сяйво» це прислів'я використовується для ілюстрації того, як головний герой фільму, на ім'я Джек втрачає розум, коли його дружина виявляє, що він зволікає і пише речення знову і знову на сотнях сторінок на друкарській машинці. Джек мав на меті написати театральну п'єсу, але замість цього неодноразово писав це прислів'я, використовуючи форматування сценарію (включаючи його заголовки).
У фільмі 1957 року «Міст через ріку Квай» ця фраза використовується начальником японського трудового табору, щоб розповісти британським в'язням про їхній прогрес у будівництві однойменного мосту.
Пісня геві-метал гурту Mudvayne «Dull Boy» відсилає до цього прислів'я як у назві, так і в тексті.